# San Jose Village
San Jose Village (engelska: San Jose) är en kommunhuvudort i Nordmarianerna (USA). Den ligger i kommunen Tinian Municipality, i den södra delen av Nordmarianerna. San Jose Village ligger 15 meter över havet och antalet invånare är 15 000. Den ligger på ön Tinian Island.
Terrängen runt San Jose Village är huvudsakligen platt, men österut är den kuperad..  San Jose Village är det största samhället i trakten. Omgivningarna runt San Jose Village är en mosaik av jordbruksmark och naturlig växtlighet.